# Chthonischer Planet
Chthonische Planeten bilden eine hypothetische Klasse von Himmelskörpern, die durch Schwund der Wasserstoff- und Heliumatmosphäre sowie der äußeren Schichten (hydrodynamische Flucht) eines Gasriesen entstehen. Dieser Atmosphärenschwund ist wahrscheinlich die Folge einer Annäherung an einen Stern (vgl. Hot Jupiter, Hot Neptune). Der verbleibende Gesteins- oder Metallkern ähnelt in vieler Hinsicht einem terrestrischen Planeten, weshalb die Bezeichnung auch auf ein griechisches Wort (Χθών; etwa von der Erde) zurückgeht, das als Beiname auch drei mit Demeter verbundenen mythologischen Personen zukommt.
Es besteht die Möglichkeit, dass Kepler-10c ein solcher Planet ist.